# Condé-sur-Sarthe
Condé-sur-Sarthe település Franciaországban, Orne megyében. Lakosainak száma 2492 fő (2022. január 1.). Condé-sur-Sarthe Alençon, Damigny, Héloup, Lonrai, Mieuxcé, Pacé és Saint-Germain-du-Corbéis községekkel határos.

## Népesség
A település népességének változása:
| Lakosok száma | 2291 | 2571 | 2580 | 2507 | 2478 | 2490 | 2494 | 2490 | 2492 |
|               | 2013 | 2015 | 2016 | 2017 | 2018 | 2019 | 2020 | 2021 | 2022 |